# Proheteromys
Proheteromys is een geslacht van uitgestorven knaagdieren uit de familie van de wangzakmuizen. Dit dier leefde tijdens het Laat-Oligoceen en Mioceen in Noord-Amerika.

## Fossiele vondsten
Fossielen van Proheteromys zijn gevonden in de Verenigde Staten, de Canadese provincie Saskatchewan en de Panamese Culebra-kloof in het kanaalbekken.

## Kenmerken
Het skelet van Proheteromys wijst er op dat het een gegeneraliseerde wangzakmuis was. De bouw van het opperarmbeen wijst op kleine voorpootspieren, wat aangeeft dat Proheteromys  niet aangepast was aan graven. De bouw van het scheenbeen past bij een op de grond levend dier. De voet mist aanpassingen voor de springende leefwijze van sommige hedendaagse wangzakmuizen zoals de kangoeroegoffers. Proheteromys had een kop van drie tot vier centimeter lang.